# Conoide sottomarina del Bengala

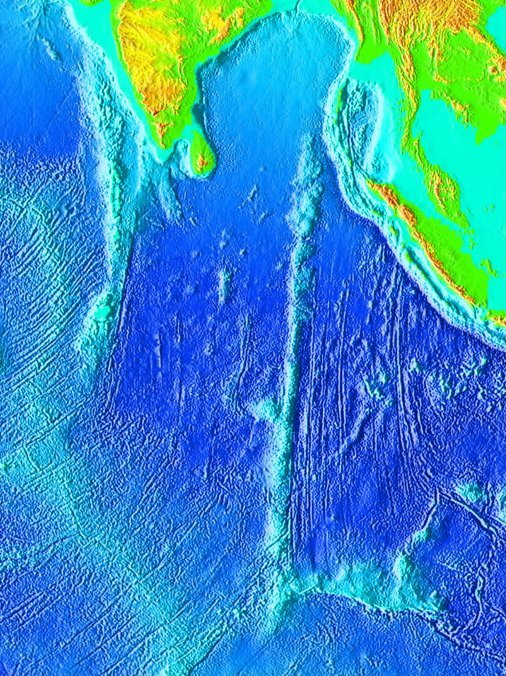
Nell'immagine si possono vedere, in alto, il golfo del Bengala e, al centro, la dorsale Novanta Est, alla cui sinistra è presente la conoide sottomarina del Bengala. La dorsale Ottantacinque Est non risalta proprio perché del tutto sepolta dai detriti della conoide.

La conoide sottomarina del Bengala (in inglese Bengala Fan), conosciuta anche come conoide sottomarina del Gange, è la più grande conoide sottomarina del mondo.

## Formazione
La formazione è lunga circa 3000 km e larga 1 000 con uno spessore massimo di 16,5 km ed è il risultato del sollevamento e dell'erosione dell'Himalaya e dell'altopiano del Tibet, a loro volta prodotti dalla collisione tra la placca indiana e la placca euroasiatica. La maggior parte dei sedimenti è trasportata dal Gange e dal Brahmaputra che la distribuiscono anche al delta del Meghna, in Bangladesh, e all'estuario dell'Hughli, nello Stato del Bengala Occidentale, in India. Oltre ad essi, diversi altri grandi fiumi sia in India che in Bangladesh contribuiscono al trasporto del materiale fino al golfo del Bengala.
Nei millenni, le correnti torbide hanno trasportato i sedimenti attraverso una serie di canyon sottomarini, alcuni dei quali lunghi oltre più di 2400 km, per poi depositarli sul fondale del golfo del Bengala, a oltre 30 gradi di latitudine dal punto di formazione dei sedimenti. A oggi, i sedimenti più antichi recuperati dalla conoide sottomarina del Bengala, risalgono al primo Miocene. La caratterizzazione mineralogica e geochimica di tali campioni ha permesso di risalire alla loro provenienza himalayana, a testimonianza del fatto che l'Himalaya era una delle più grandi catene montuose del mondo già 20 milioni di anni fa.

## Geografia
La conoide ricopre completamente il fondale del golfo del Bengala ed è delimitata a ovest dalla scarpata continentale orientale dell'India, a nord da quella del Bangladesh e a est dalla parte settentrionale della fossa della Sonda, al largo della costa del Myanmar e delle isole Andamane, più a nord e dal versante occidentale della dorsale Novanta Est, a sud. Va detto che i rilievi di quest'ultima dorsale sono in alcuni punti quasi completamente sommersi dalla conoide del Bengala e la parte della formazione situata a est della dorsale viene identificata come conoide sottomarina delle Nicobare. Un'altra dorsale, la Ottantacinque Est, è invece praticamente del tutto sommersa dai sedimenti che formano la conoide e solo in alcuni punti i rilievi che la compongono riescono ad affiorare dal fondo marino.

## Esplorazione
La conoide sottomarina del Bengala fu scoperta negli anni sessanta durante delle ricognizioni batimetriche da Bruce C. Heezen e Marie Tharp che identificarono la formazione e la struttura di canyon sottomarini e fu poi completamente mappata da Joseph Curray e David Moore durante ricognizioni geologiche e geofisiche nel 1968.
Oggi la conoide viene esplorata poiché considerata una possibile fonte di combustibili fossili dai circostanti paesi in via di sviluppo.